# Anne Coppel
Pour les articles homonymes, voir Coppel.
 (octobre 2018).
 (octobre 2018).
Anne Coppel, née en 1946 à Paris, est sociologue dans le champ des drogues. Elle est notamment à l’origine de projets expérimentaux de santé communautaire qui ont contribué à l’adoption de la politique de réduction des risques (RdR).

## Biographie

### Origines familiales et enfance
Anne Coppel naît dans une famille de Juifs roumains qui ont choisi de vivre en France au lendemain de la Première Guerre mondiale et qui ont survécu à la Seconde. Elle grandit à Paris dans l'immédiate après-guerre et constitue en ce sens le témoin de l'ébullition intellectuelle, politique et culturelle qui a précédé les événements de Mai 1968. Très tôt, elle s'engage contre la Guerre d'Algérie. Au sortir de l'adolescence, Anne Coppel obtient son bac et entre au Lycée de Sèvres (1964) dans lequel elle suit une première année d'hypokhâgne.

### Du Lycée de Sèvres à l’ébullition de 1968
Anne Coppel s'inscrit l'année suivante en Sorbonne en Lettres classiques. À l'époque, elle suit les cours de linguistique et de sémiologie de Roland Barthes avec les Cahiers de la Littérature française que publiait le Groupe de Lettres Modernes de l'UNEF, alors jeune syndicat étudiant. C'est aussi à cette période qu'elle découvre Pierre Bourdieu, Claude Lévi-Strauss, Michel Foucault, Louis Althusser ou Jacques Lacan.
Anne Coppel milite également à l'Union des étudiants communistes (UEC) et suit les débats qui opposent les maoïstes et les différents trotskistes. Elle s'engage contre la guerre du Viêt Nam et pour la décolonisation[réf. nécessaire]. Durant cette période, celle qui n'est encore qu'une étudiante passe ses journées au Champo et dans le Quartier latin. Avec son compagnon, Christian Bachmann[source insuffisante], ils suivent conférences et réunions politiques.

### Voyages aux États-Unis et découverte de l'École de Chicago
A la fin de ses études à la Sorbonne, Anne Coppel choisit d'aller aux États-Unis, à l'université du Michigan. Là, elle quitte progressivement la sociolinguistique qui était son domaine initial pour lui préférer la sociologie interactionniste. Celle-ci est théorisée par Herbert Blumer, Erving Goffman, Howard Becker et Anselm Strauss et va orienter ses propres travaux dans les années suivantes. L'École de Chicago a une grande influence sur les premières expérimentations réalisées par Anne Coppel à son retour en France.

### Retour à Paris et premiers travaux
En 1973, Anne Coppel revient à Paris et devient chargée d'enseignement à l'Université de la Sorbonne. Dans la lutte contre l’échec scolaire, elle crée avec Christian Bachmann l'Institut de Formation et de Recherche pour l'Enseignement du Français (IFREF), institut dont elle a été la première directrice[réf. nécessaire]. Parallèlement, elle mène des recherches sur le développement social des quartiers, la prévention de la délinquance, les migrations (Institut d’Ingénierie Sociale, Université Paris 13) et a assumé la responsabilité pédagogique d’une maîtrise en Sciences et Technique (IRTS de Montrouge associé à l'Université Paris XIII).

## Engagements politiques et associatifs

### Pour une politique de réduction des risques liés à l'usage de drogues
Etudiante, Anne Coppel a milité au sein de l'UNEF, mais sa notoriété tient à son rôle dans le débat public sur les politiques de drogues et en particulier pour l'adoption de la politique de santé publique de réduction des risques liés à l'usage de drogues[source insuffisante].
Jusqu'à la fin des années 1980, cette question fait l'objet d'un réel "tabou" comme le rappelle la Commission nationale consultative des droits de l'homme dans son rapport "Usages de drogues et droits de l'Homme".
Sous la direction de l'action sanitaire et sociale de la CRAMIF, et en contrat avec le Centre Pierre Nicole ainsi que le Comité départemental de la Croix-Rouge, Anne Coppel mène pourtant entre 1985 et 1989 l'une des premières enquêtes sur les usages de drogues[source insuffisante].
Au début des années 1990, elle contribue aux toutes premières expérimentations en matière de réduction des risques et de prise en charge des marginalités, à travers le Bus des Femmes notamment. Elle participe à la création de l'association ASUD (Autosupport des Usagers de Drogues) et promeut aussi l'expérimentation de programmes de méthadones (1989, 1993).
Jusqu’en 1994, ces actions étaient limitées. Il faut attendre septembre 1992 pour que le débat public s’ouvre enfin sur les prescriptions médicales alors illégales. En avril 1993, avec les associations AIDES et Médecins du monde, les acteurs de terrain se réunissent dans le collectif « Limiter la casse »[source insuffisante]. La même année, la ministre de la Santé, Simone Veil, met en place un dispositif expérimental de réduction des risques et donne un statut légal aux traitements méthadone et Subutex. Les résultats obtenus entre 1994 et 1999 aboutissent au statut légal de la réduction des risques[source insuffisante].
Avec les acteurs de réduction des risques , Anne Coppel crée alors l’association française de réduction des risques dont elle devient présidente. Et pourtant à partir de cette date, la répression des usagers ne cesse de se renforcer avec le mot d’ordre de la "Guerre aux drogues" (War on drugs), politique officielle de l'Organisation des Nations-Unies.
Pour une alternative à la prohibition des drogues, elle apporte son soutien aux actions expérimentales comme les salles de consommation ou les programmes de prescription d'héroïne et prend position pour la légalisation du cannabis. En 2013, alors que le ministre de l'Éducation nationale de l'époque, Vincent Peillon, s'exprime en faveur d'une légalisation du cannabis, une polémique naît en France. Anne Coppel est l'une des premières personnalités publiques à réagir. Elle lui apporte son soutien dans une interview au Monde.

### Du Bus des femmes à la création de Femmes publiques, association féministes pour la reconnaissance des droits humains
En 1990, Anne Coppel a mené plusieurs recherches sur la prévention sexuelle du Sida. Elle mène aussi une recherche-action avec Lydia Braggiotti qui avait abouti à la création du Bus des Femmes. Lorsque les amendes pour racolage passif ont été rétablies, elle crée en 2004 avec Anne Souyris l’association Femmes Publiques qui va élargir son action à la question du genre, et lutter pour la reconnaissance des droits humains de toutes celles et ceux qui subissent l’ostracisme en raison de leur orientation sexuelle. Elle a par ailleurs travaillé sur la construction des identités de genre, en relation avec les drogues.

## Principales publications
- La Catastrophe invisible, Histoire sociale de l'héroïne, avec Michel Kokoreff et Michel Peraldi (dir.), Amsterdam Editions, 656 p., 2018.
- Sortir de l’impasse, pour des alternatives à la prohibition, avec O. Doubre, La Découverte, 380 p., Paris 2012.
- Peut-on civiliser les drogues ? De la guerre à la drogue à la réduction des risques, La Découverte, 317 p., Paris, 2002.
- Le Dragon domestique, deux siècles de relations étranges entre la drogue et l’Occident », avec Ch. Bachamnn, Albin Michel 1989., 564 p., rééd. La Drogue dans le monde, Point seuil, 1991.